# Organizacja ekologiczna
Organizacja ekologiczna – organizacja społeczna, której statutowym celem jest ochrona środowiska.
W Polsce pojęcie to definiują przepisy ustawy prawo ochrony środowiska (art. 3 pkt. 16).